# Waltersdorf (Großschönau)
Waltersdorf (v německém hornolužickém dialektu Waalerschdurf) je vesnice, místní část obce Großschönau v Horní Lužici v německé spolkové zemi Sasko. Nachází se v zemském okrese Zhořelec a má přibližně 1 300 obyvatel. Leží na severním úpatí Luže při hranicích s Českou republikou. Spolu s ostatními sídly v okrese Zhořelec je Waltersdorf součástí Euroregionu Nisa, dobrovolného zájmového sdružení českých, německých a polských obcí, měst a okresů.

## Geografická poloha
Waltersdorf leží v severní části geomorfologického celku Lužické hory, která je na německém území označována jako Žitavské hory (německy Zittauer Gebirge). Vesnice je protažena v délce přibližně 3,3 km podél místního potoka (Waltersdorfer Dorfbach, v překladu Waltersdorfský Vesnický potok). Walterdorfský potok teče směrem na sever a na západním okraji Großschönau se vlévá do Lužničky (Lausur), která poté pokračuje touto obcí dále na severovýchod až ke svému soutoku s Mandavou. 
Zástavba Waltersdorfu leží v nadmořské výšce od 360 do 570 metrů. Na území Waltersdorfu je několik nižších kopců, z nichž nejvyšší je Butterberg (507 m n. m.). Východně od Waltersdorfu, na svazích hory Sonneberg (627 m n. m.), která však leží již na katastrálním území Jonsdorfu, se nachází několik pískovcových lomů, kde byl získáván stavební kámen pro potřeby vesnice a též kvalitní surovina pro výrobu mlýnských kamenů, brousků či pomníků.
Jihozápadní hranice katastrálního území Waltersdofu je totožná s česko-německou státní hranicí, která v těchto místech prochází hřebenem Lužických hor včetně jejich nejvyššího vrcholu - Luže (793 m n. m.), takže tato kóta je vlastně nejvyšším bodem waltersdorfského katastru. O uvedenou kótu se Waltersdorf dělí s Horní Světlou, částí obce Mařenice v okrese Česká Lípa, jíž náleží katastrální území na druhé straně hranice.
Zástavba Waltersdorfu se bezprostředně dotýká státní hranice ve své nejjižnější části, konkrétně v sedle, zvaném Wache neboli Stráž (571 m n. m.), kde je oficiální hraniční přechod. Na české straně se v těchto místech žádná zástavba nedochovala, domy byly zbořeny v 50. letech 20. století, kdy zde bylo vytvořeno zakázané hraniční pásmo.

## Historie
Waltersdorf byl založen jako lesní lánová ves při osídlování severní části Lužických hor. Původ názvu se odvozuje od jména lokátora, jak tomu zpravidla u lánových vsí bývalo. První písemná zmínka o vsi je z roku 1355, avšak se předpokládá, že osídlení zde vzniklo již ve 13. století. Z roku 1384 pochází zápis o kostele v místě jménem Walterivilla.

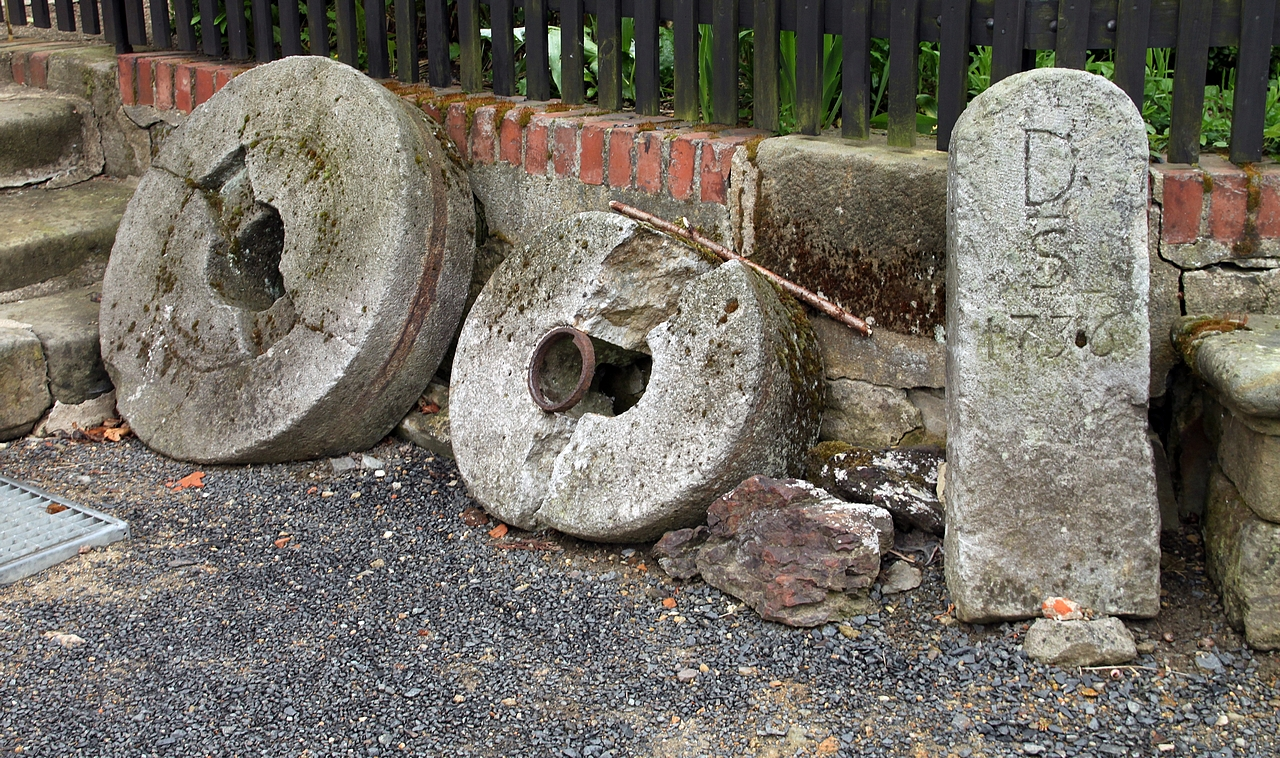
Starý hraniční kámen a mlýnské kameny na dvoře vlastivědného muzea - bývalého mlýna Mittelmühle

V roce 1419 město Žitava koupilo Waltersdorf od Mikuláše z Varnsdorfu (Nicolaus von Warnsdorff). V té době ovšem součástí Waltersdorfu ještě nebyla zástavba v dnešní horní části vsi směrem ke státní hranici, ta vznikla až v polovině 17. století a šlo o samostatnou obec, která byla nazývána Oberwaltersdorf, Neuwaltersdorf nebo též Neudörfel a od roku 1667 měla vlastní rychtu. Obě sídla, Altwaltersdorf a Neuwaltersdorf, se sloučila do jedné obce až v roce 1843.
V roce 1538 byla u Waltersdorfu zahájena těžba stříbrných rud, což souviselo s propuknutím "stříbrné horečky" v oblasti mezí Luží a Jedlovou. Těžba se soustředila zejména do okolí dnešního Jiřetína pod Jedlovou, který byl založen v roce 1539 jako Sankt Georgenthal neboli Svatý Jiří v Oudolí a o 15 let později přeměněn v horní město. Pokud jde o Waltersdorf, v letech 1538 až 1600 zde byly ve štolách na svazích Butterbergu, v místech, kde probíhá tzv. lužický zlom, pokusně těženy stříbronosné olověné a zinkové rudní žíly. Pokusy o těžbu zde pak byly zopakovány ještě v letech 1663 až 1668. Od 16. století byl na svazích Luže a Sonnebergu lámán kvalitní pískovec, z nějž byly vyráběny nejen mlýnské kameny a různé stavební prvky, zejména bohatě dekorované vstupní portály domů, ale i náhrobky a sochařská díla.
Ve Waltersdorfu mělo své místo vždy také tkalcovství - zpočátku jako domácí práce, posléze od 19. století též v průmyslové podobě. Od 19. století stoupal význam zdejší krajiny jako rekreační oblasti, s čímž souviselo i budování příslušného zázemí pro ty, kteří sem přijížděli trávit svůj volný čas. V zimním období jsou návštěvníkům k dispozici lyžařské vleky a sjezdovky na severních svazích Luže, kromě toho je v lesích kolem Waltersdorfu vyznačeno celkem 32 kilometrů lyžařských běžeckých tras.

## Pamětihodnosti
Waltersdorf se pyšní zcela výjimečným postavením, pokud jde o množství památek lidové architektury, jmenovitě o podstávkové domy. Ve vesnici je jich zachováno více než 300, přičemž v památkovém seznamu je z tohoto počtu uvedeno 246 domů. Tyto památky jsou pozoruhodné také díky některým specifickým stavebním prvkům, které se jinde v Německu nevyskytují. Výjimečným doplňkem mnoha domů jsou zdobné portály z místního pískovce. Byl podán návrh, aby byl Waltersdorf prohlášen památkovou zónou (německy Denkmalschutzgebiet), obcí vede naučná stezka Umgebindehausweg.

### Portály podstávkových domů

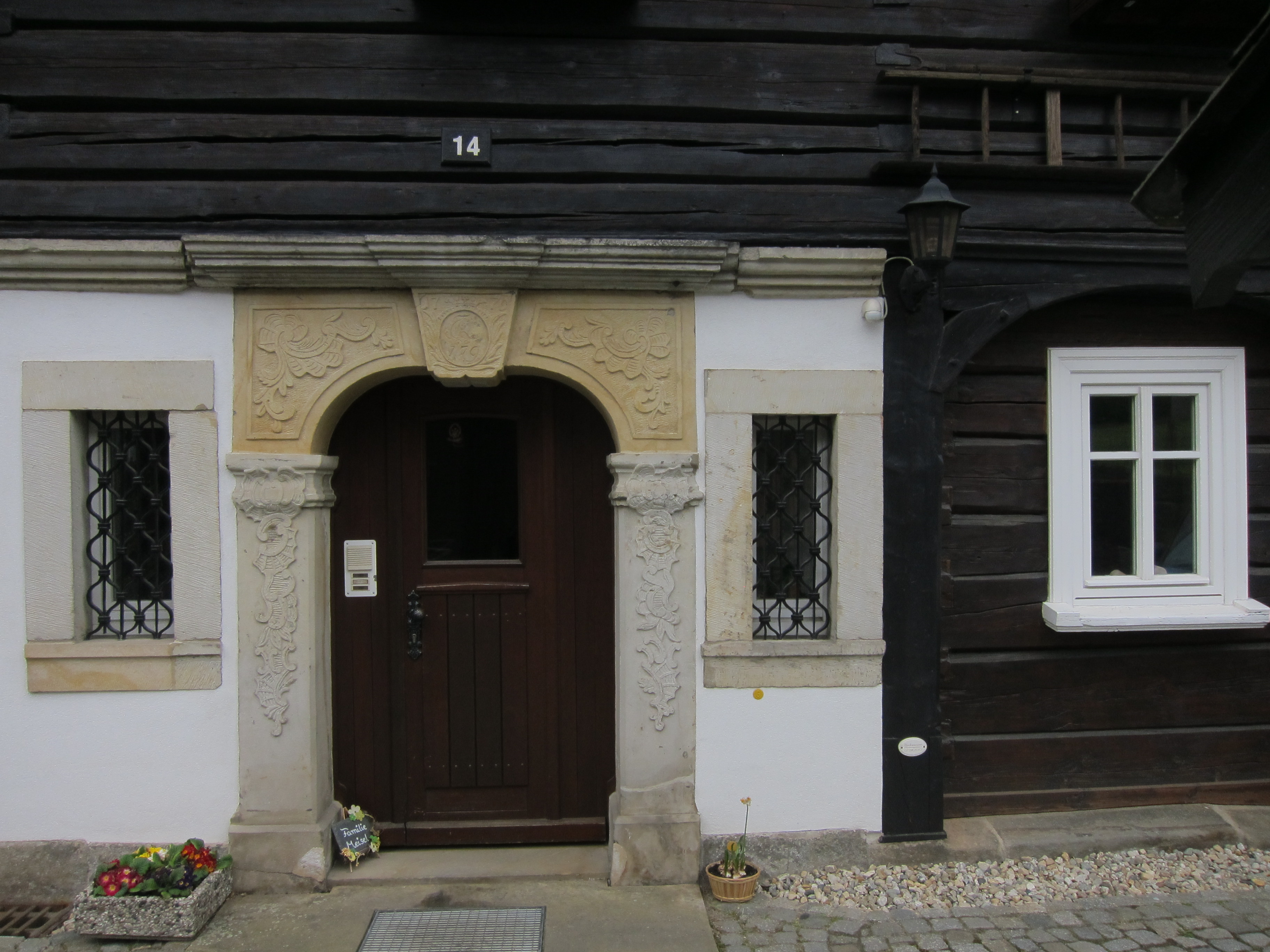
Am Butterberg č. 14
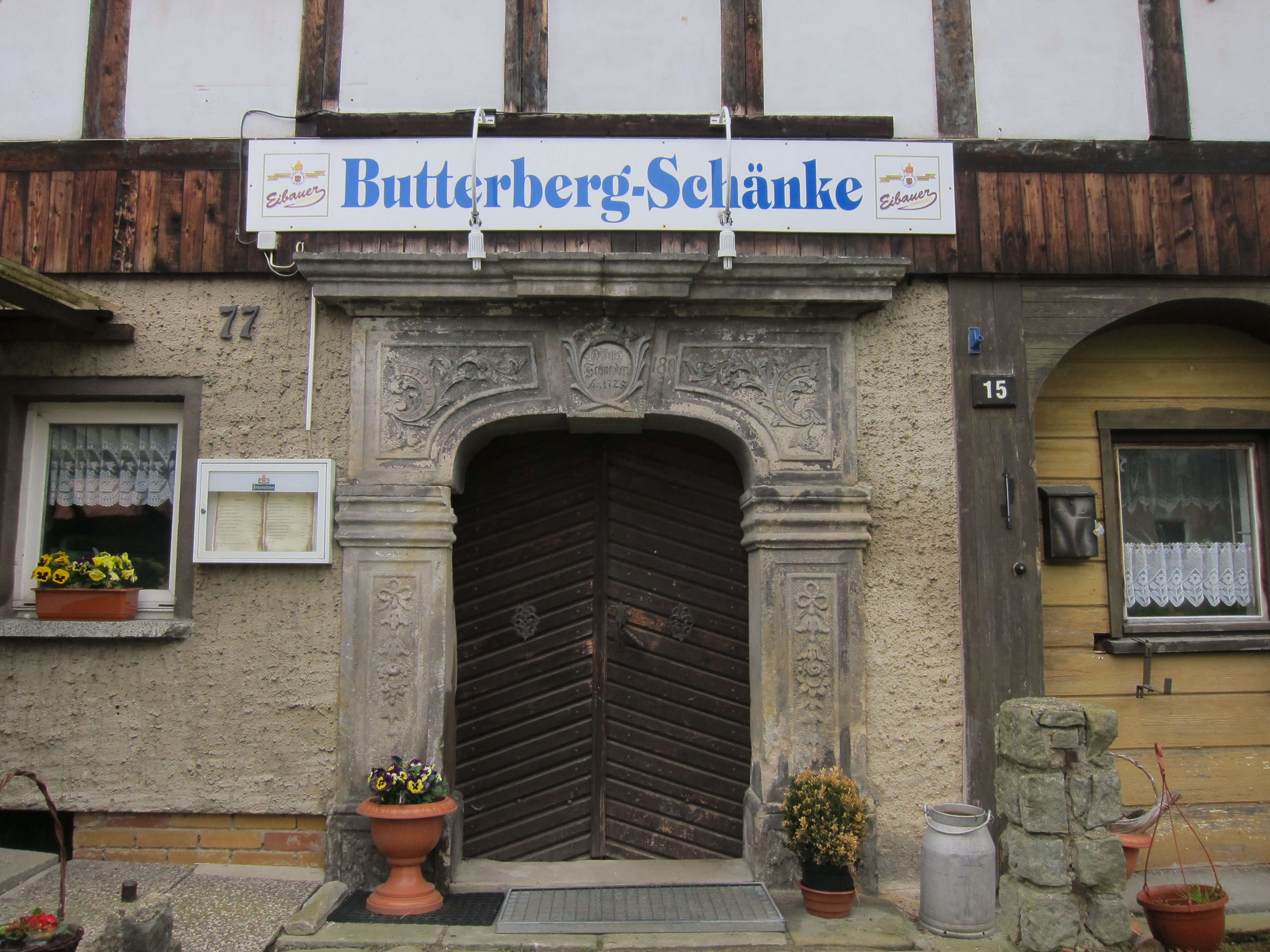
Vstup do hostince Am Butterberg
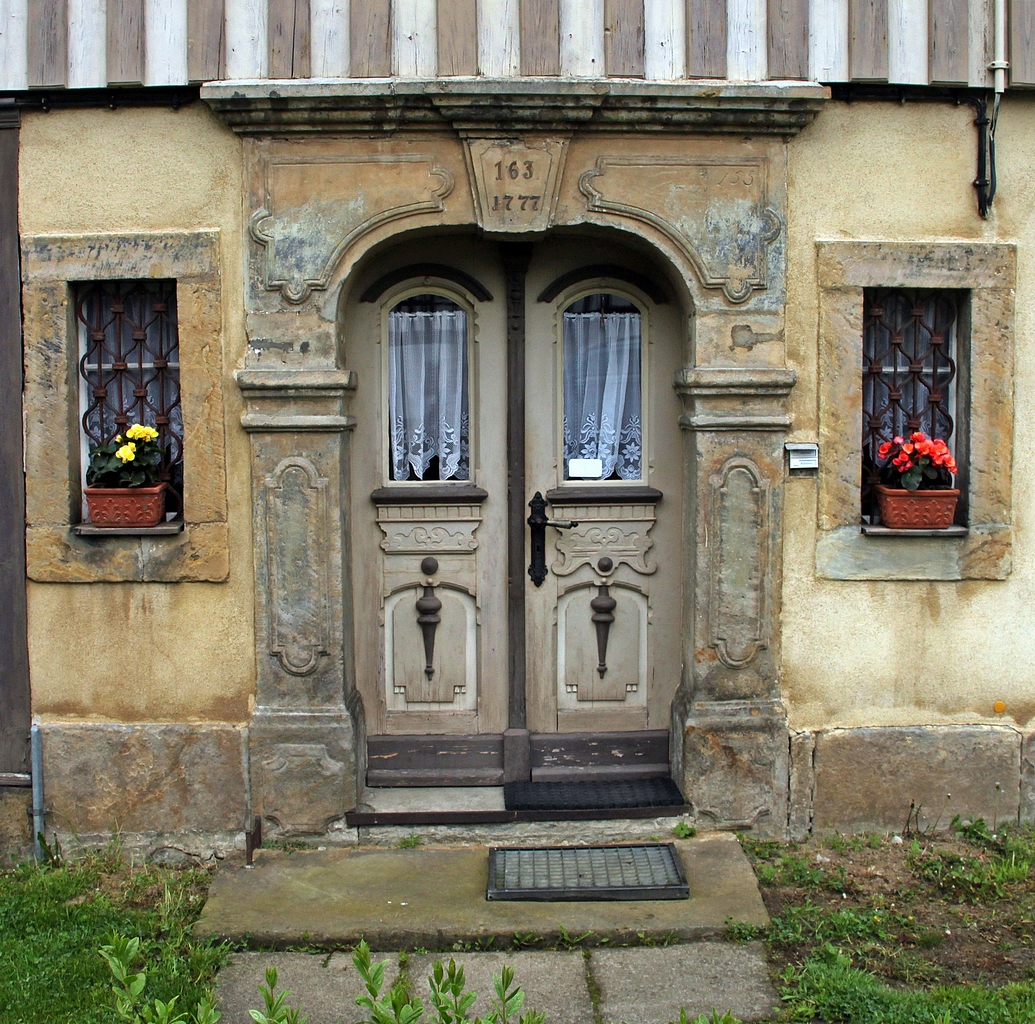
Portál z roku 1777, Hauptstraße č. 47
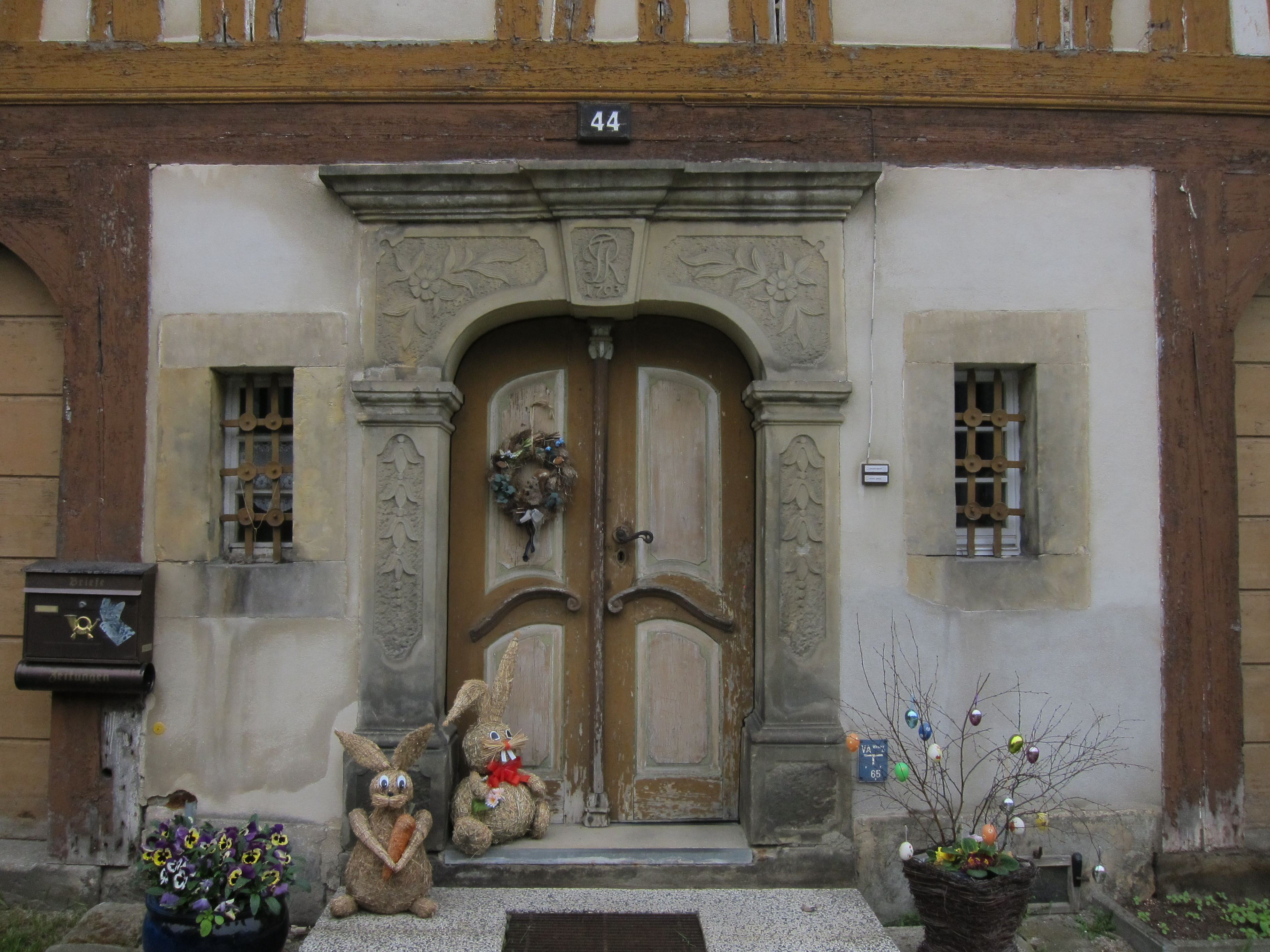
Dorfstraße č. 44
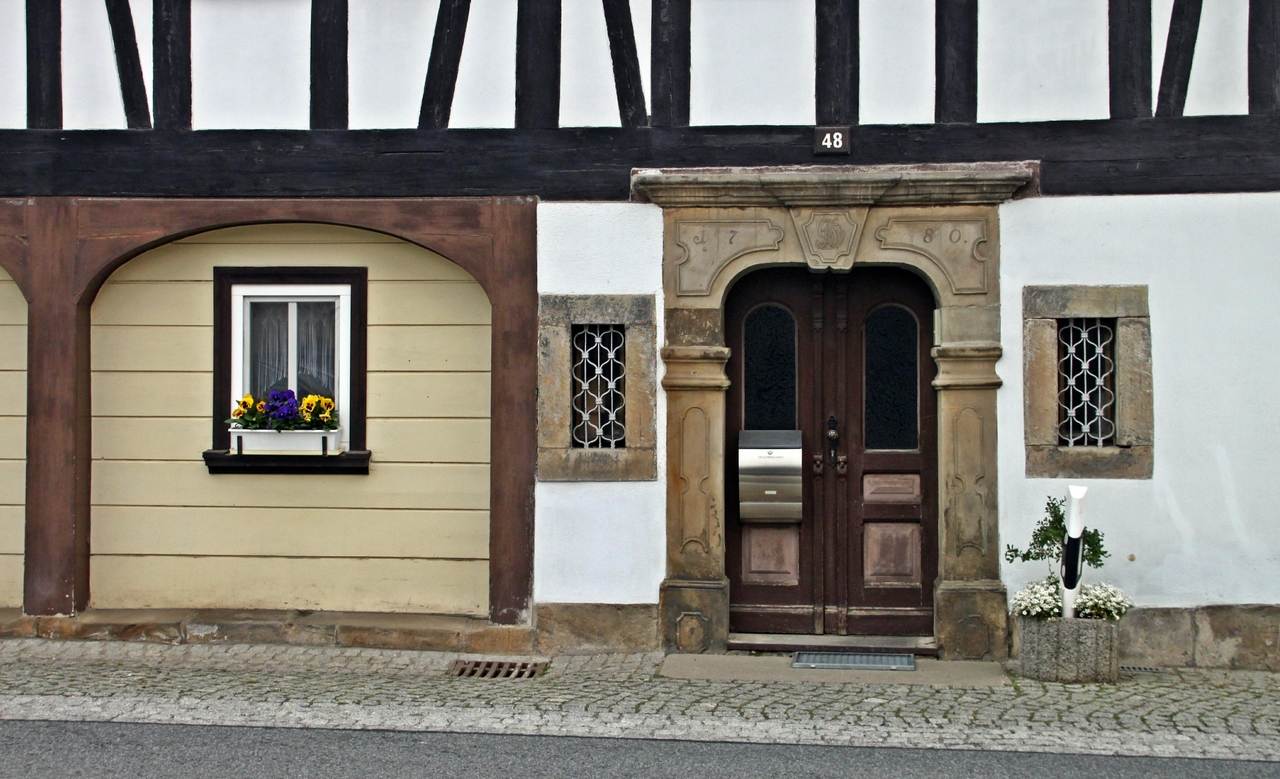
Portál z r. 1780, Hauptstraße 48

## Další památky
- Kostel se hřbitovem s 39 náhrobky a s márnicí
- Mittelmühle (střední mlýn) - jeden z někdejších tří místních vodních mlýnů. Původně existoval již v roce 1400, současná stavba pochází z roku 1614. V prostorách mlýna je vlastivědné muzeum
- Fabrikantenvilla - vila továrníka Julia Langeho
- Goetheschule - budova školy z roku 1900
- Hrázděná budova hostince v centru poblíž kostela - informační středisko